# Seagate Technology

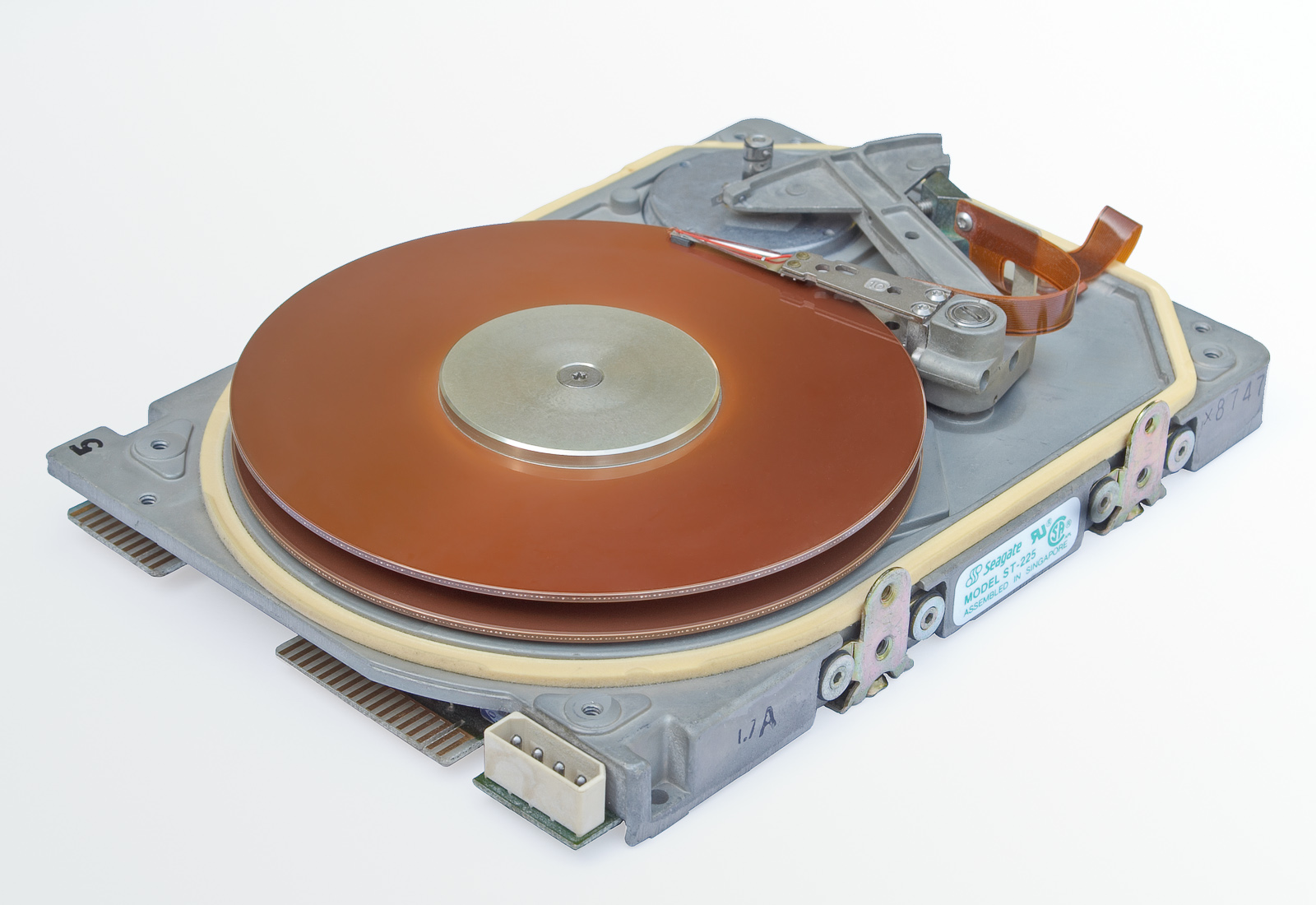
Dysk ST-225, 5¼″, 21,4 MB, 3600 rpm

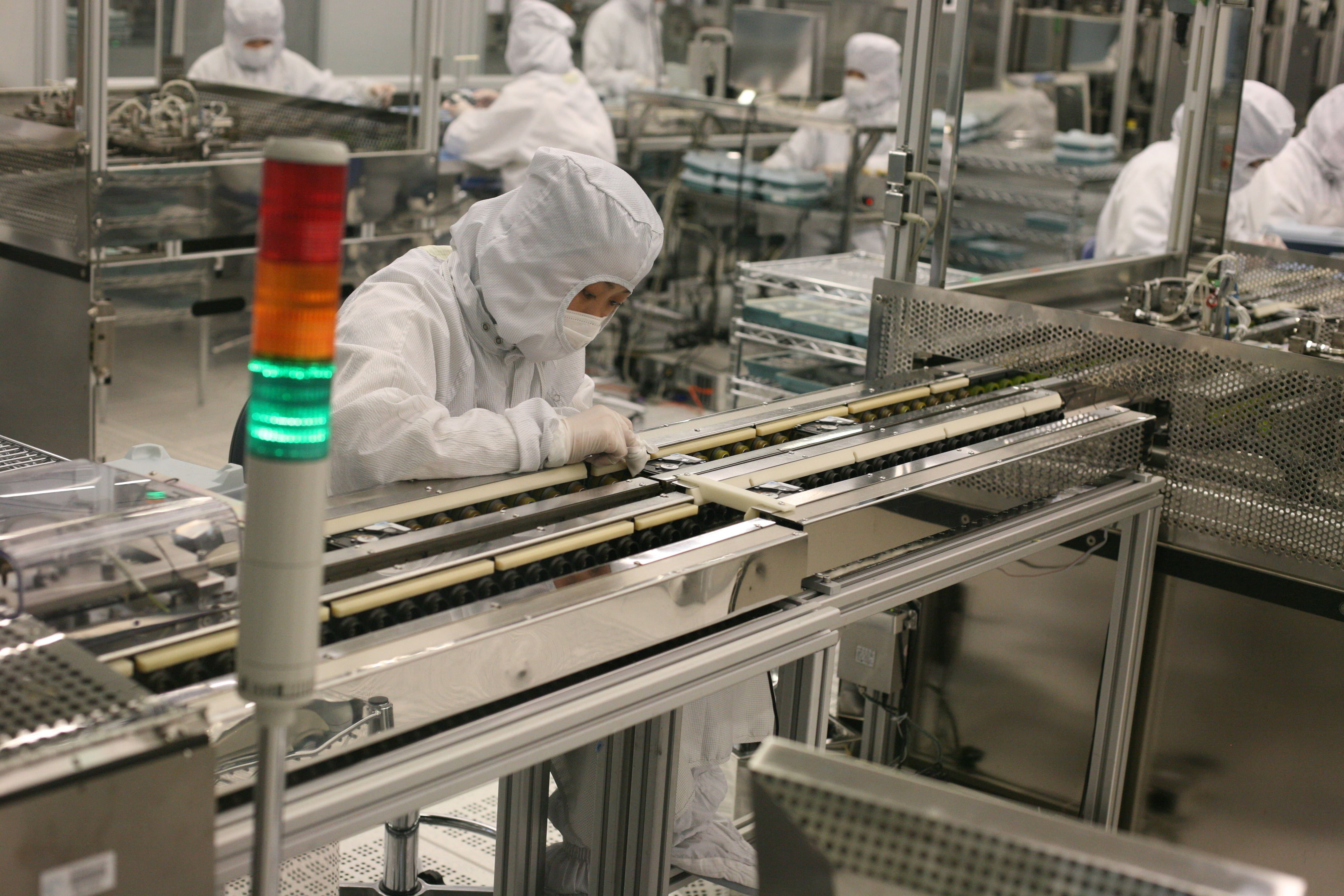
Pomieszczenie clean room fabryki Seagate w Wuxi Chinach

Seagate Technology – przedsiębiorstwo produkujące nośniki danych, głównie dyski twarde, założona w 1979 r. w Kalifornii przez Alana Shugarta i Finisa Connera. Spółka notowana na NYSE.
Pierwszym produktem firmy Seagate (rok 1981) był dysk ST-506 o pojemności 5 megabajtów. Jego następca, ST-412, miał pojemność 10 megabajtów, lecz był wielokrotnie droższy. Dzisiaj popularną serią dysków tej firmy jest seria Barracuda, występująca w wersjach o pojemności do 12 terabajtów (2020).
Obecnie (2008) firma udziela na swoje produkty pięcioletniej gwarancji, po rejestracji produktu na stronie producenta.
W trzecim kwartale roku fiskalnego 2009 Seagate sprzedał około 39 milionów dysków i osiągnął przychód około 2,10 mld dolarów. W czwartym kwartale roku fiskalnego 2009 Seagate sprzedał około 40,6 miliona dysków i osiągnął przychód około 2,35 mld dolarów.